# Oblast
Oblast (em russo e ucraniano: о́бласть; em bielorrusso: о́бласьць; em búlgaro: о́бласт; em checo: oblast; em eslovaco: oblasť) é uma subdivisão administrativa e territorial em alguns países eslavos e ex-repúblicas soviéticas: Bielorrússia, Bulgária, Cazaquistão, Quirguistão, Rússia, Tajiquistão, Uzbequistão e Ucrânia. O termo foi usado, em outras línguas, para designar as maiores divisões administrativas da União Soviética.
O termo oblast (em russo óblast', "província", do russo antigo oblastì, onde ob- significa "diante de", "em frente de" e vlastì, "autoridade") pode ser traduzido como área, zona, província ou região. No mundo lusófono corresponde a distrito em Portugal ou a estado federal no Brasil.
A formação primitiva foi inspirada nas palavras gregas ἐξουσία (exousía) "domínio" e ἐπαρχία (eparchía) "prefeitura".
Na Rússia pré-revolucionária as oblasts (em russo oblasti, plural de oblast) eram subdivisões administrativas territoriais equivalentes às províncias, criadas apenas na periferia do país, em áreas geograficamente isoladas ou em terras de cossacos. A governação nessas áreas difere das províncias que sempre tiveram maior força administrativa, por isso, o chefe regional era simultaneamente chefe da administração civil e militar.

## Termos usados para designar oblasts nos países da antiga União Soviética
Oficialmente, as oblasts são chamados de diversas formas nos países pós-soviéticos:
- Armênia: marz (ver Subdivisões da Armênia)
- Bielorrússia: voblast (vobłaść) (ver Subdivisões da Bielorrússia)
- Geórgia: mkhare (ver Subdivisões da Geórgia)
- Cazaquistão: oblys (ver Subdivisões do Cazaquistão)
- Quirguistão: oblast (ver Subdivisões do Quirguistão)
- Tajiquistão: viloyat (ver Subdivisões do Tajiquistão)
- Turquemenistão: welayat (ver Subdivisões do Turquemenistão)
- Ucrânia: oblast' (о́бласть) (ver Oblasts da Ucrânia)
- Uzbequistão: viloyat (ver Subdivisões do Uzbequistão).

Viloyat e welayat derivam do árabe wilāya (ولاية)